# Eozygodon morotoensis
Eozygodon morotoensis és una espècie extinta de mamífer proboscidi de la família dels mammútids que visqué al Vell Món durant el Miocè. Se n'han trobat restes fòssils a Kenya, Namíbia, Uganda i la Xina. Es tracta de l'única espècie del gènere Eozygodon. És un mammútid primitiu que encara presentava un maxil·lar inferior llarg i dotat d'ullals. Els adults tenien el crani de la mateixa mida que els mastodonts americans joves.